# Domstufen

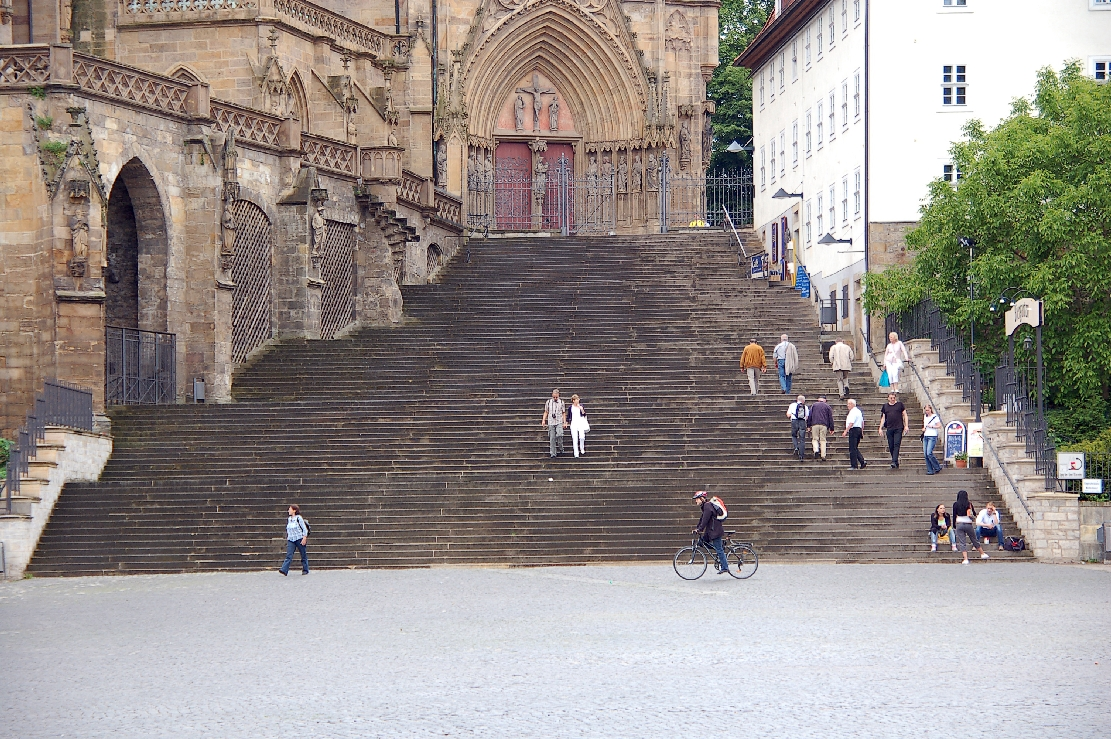
Die Domstufen

Die Domstufen in der Erfurter Altstadt bilden jene Freitreppe, die seit dem 15. Jahrhundert vom Domplatz auf den Domberg zum Erfurter Dom und zur Severikirche führt.
Die mittelalterliche Bezeichnung dieser Treppe war Graden, abgeleitet von Gradus, dem lateinischen Wort für Stufe. Der Platz vor dieser Treppe hieß noch im 17. Jahrhundert vor den Graden, später auch verkürzt Gradenmarkt. Ein kurzer Straßenabschnitt westlich des Domes heißt noch immer An den Graden.
Der Bau des Domchores setzte eine künstliche Erweiterung der Baufläche voraus, indem dieses Gelände nach Osten durch mächtige Stützpfeiler und Gewölbe um das erforderliche Maß verlängert wurde. Um die Hauptzugänge des Domes und der Severikirche mit der Altstadt zu verbinden, wurde die Treppe erbaut. Sie diente auch bei liturgischen Feiern den  zeremonialen und repräsentativen Bedürfnissen der Domherren. Ältere Abbildungen zeigen im oberen Teil der Treppe noch ein monumentales Kruzifix, welches dort mittig in der obersten Treppe aufragte. Die Domstufen führen auf das Triangelportal des Doms zu.
Die Domstufen bestehen aus insgesamt 70 Stufen, diese wurden kaskadenförmig strukturiert, indem die Treppenanlage durch vier eingefügte Absätze in fünf Abschnitte aufgeteilt ist.  Die Breite der Treppe nimmt nach oben merklich ab.
Von oben bietet sich ein guter Überblick über die Erfurter Altstadt mit ihren Kirchtürmen und dem Domplatz.
Die traditionell im August stattfindenden DomStufen-Festspiele gehören zu den kulturellen Höhepunkten des Stadtlebens. Auch für Gottesdienste, etwa nach dem Amoklauf von Erfurt oder zur Bistumswallfahrt, werden die Domstufen genutzt.

## Ansichten

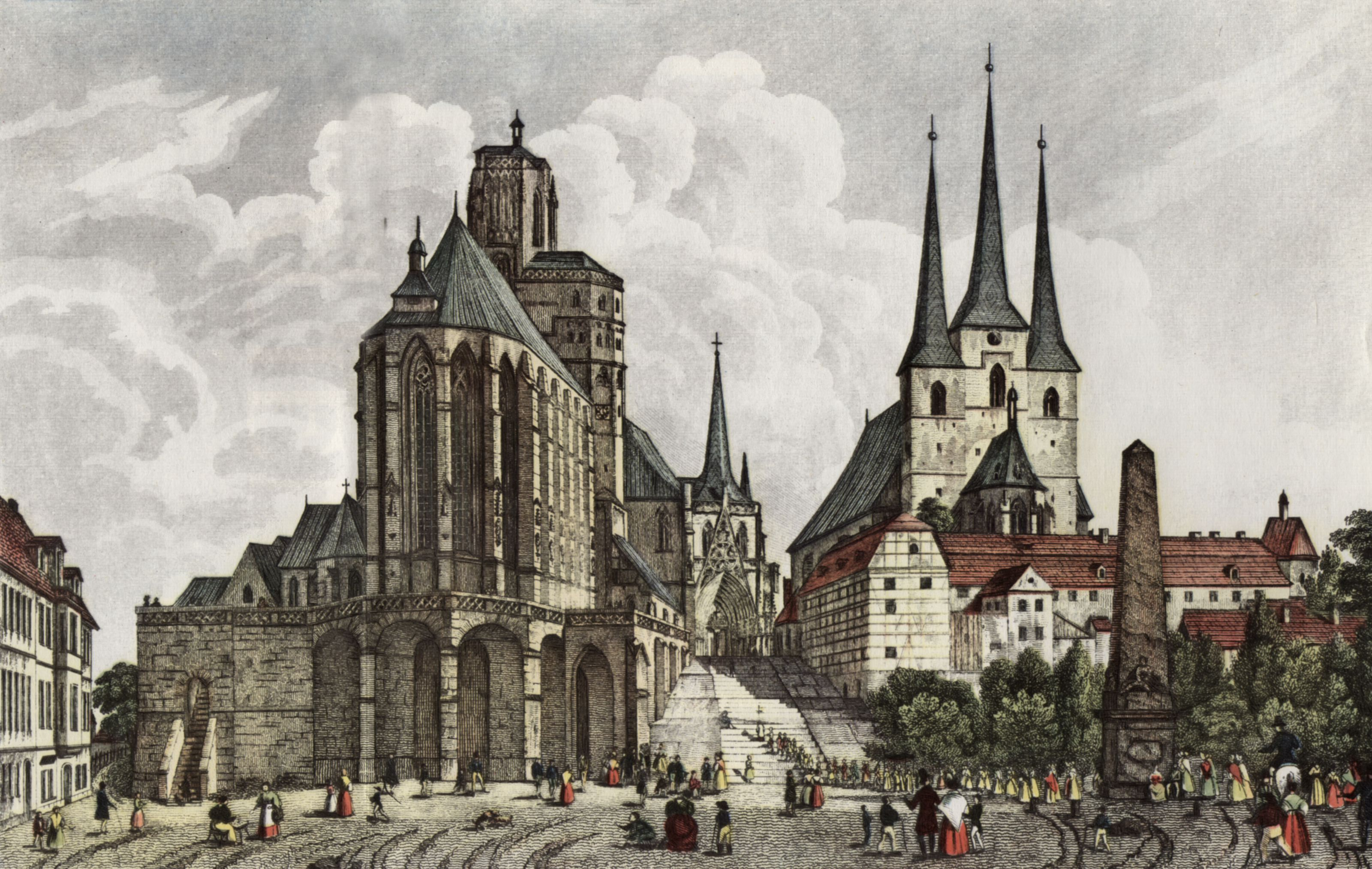
Der Erfurter Dom (1840)
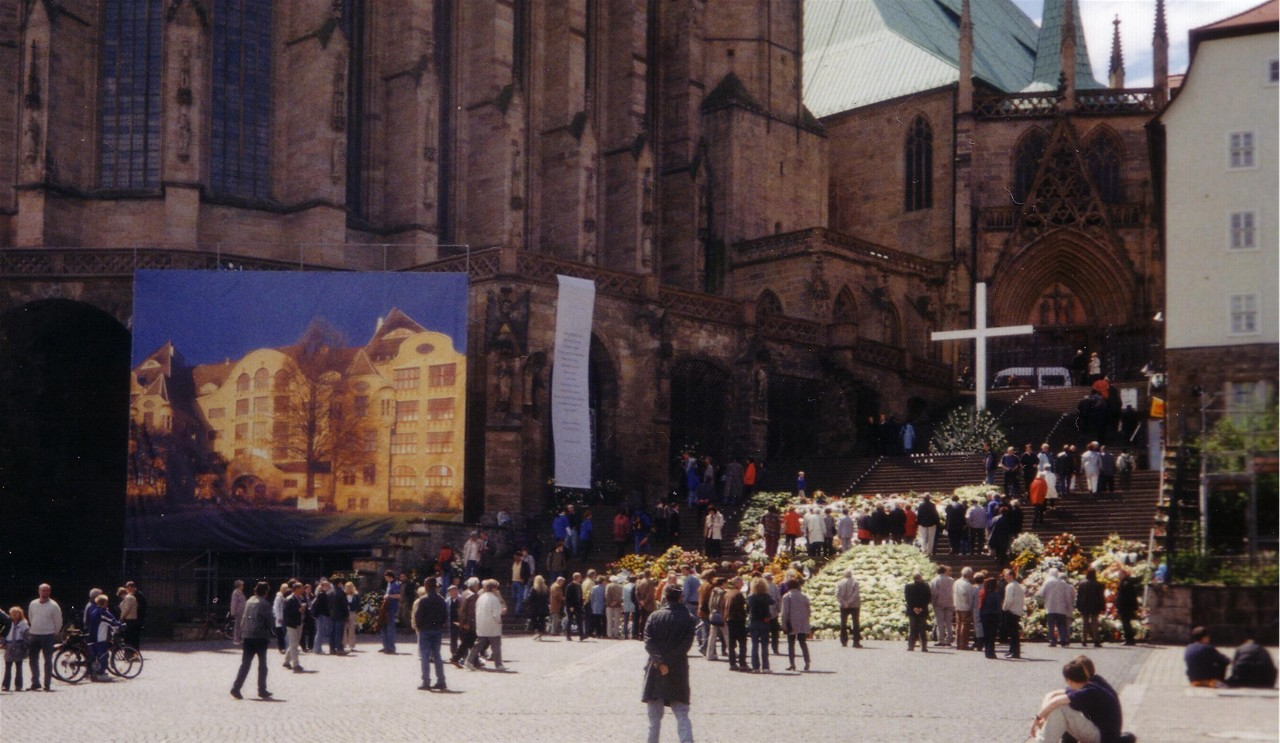
Die Domstufen nach dem Amoklauf am Gutenberg-Gymnasium (2002)
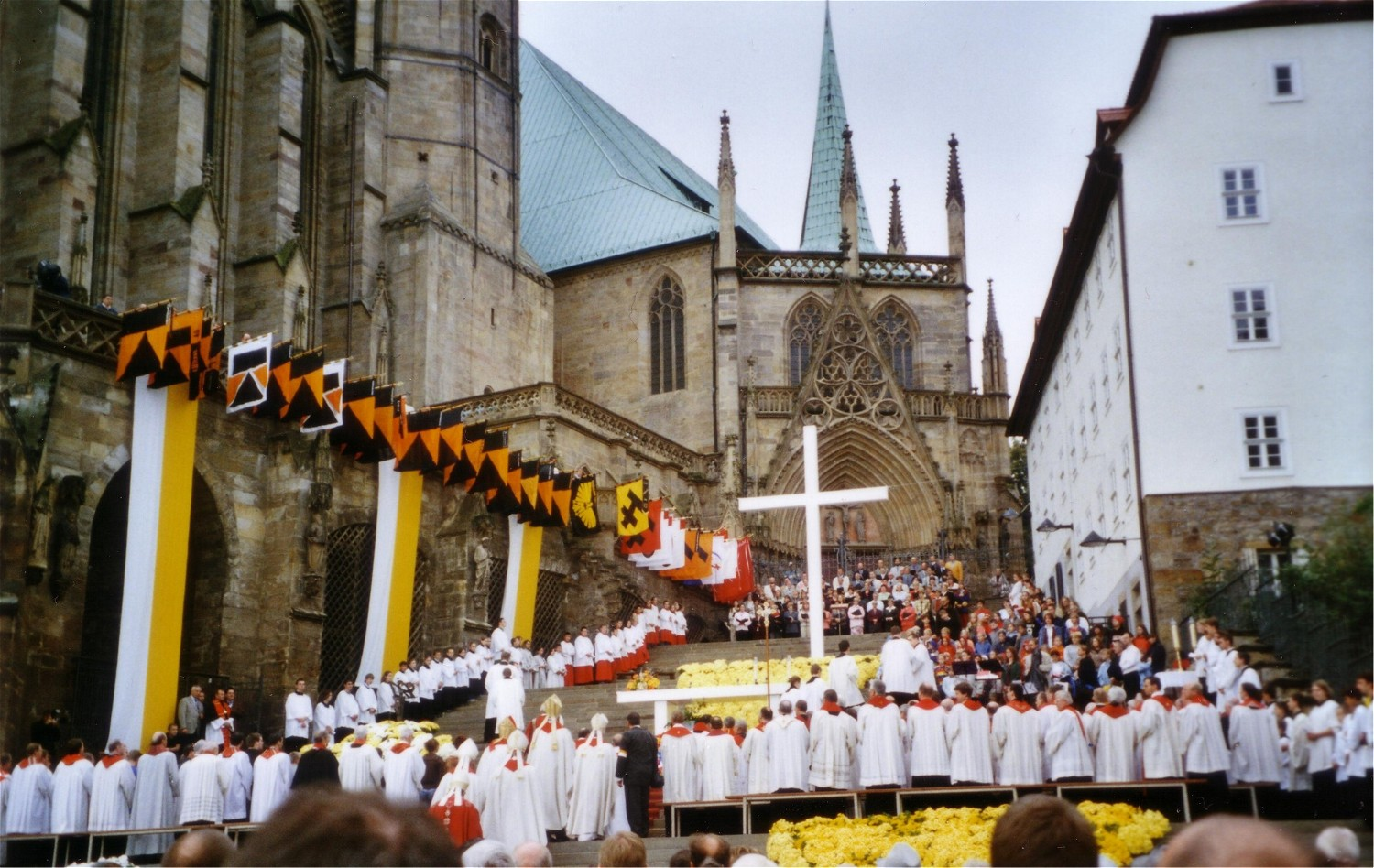
Die Domstufen als „Bühne“ einer Bistumswallfahrt (2004)
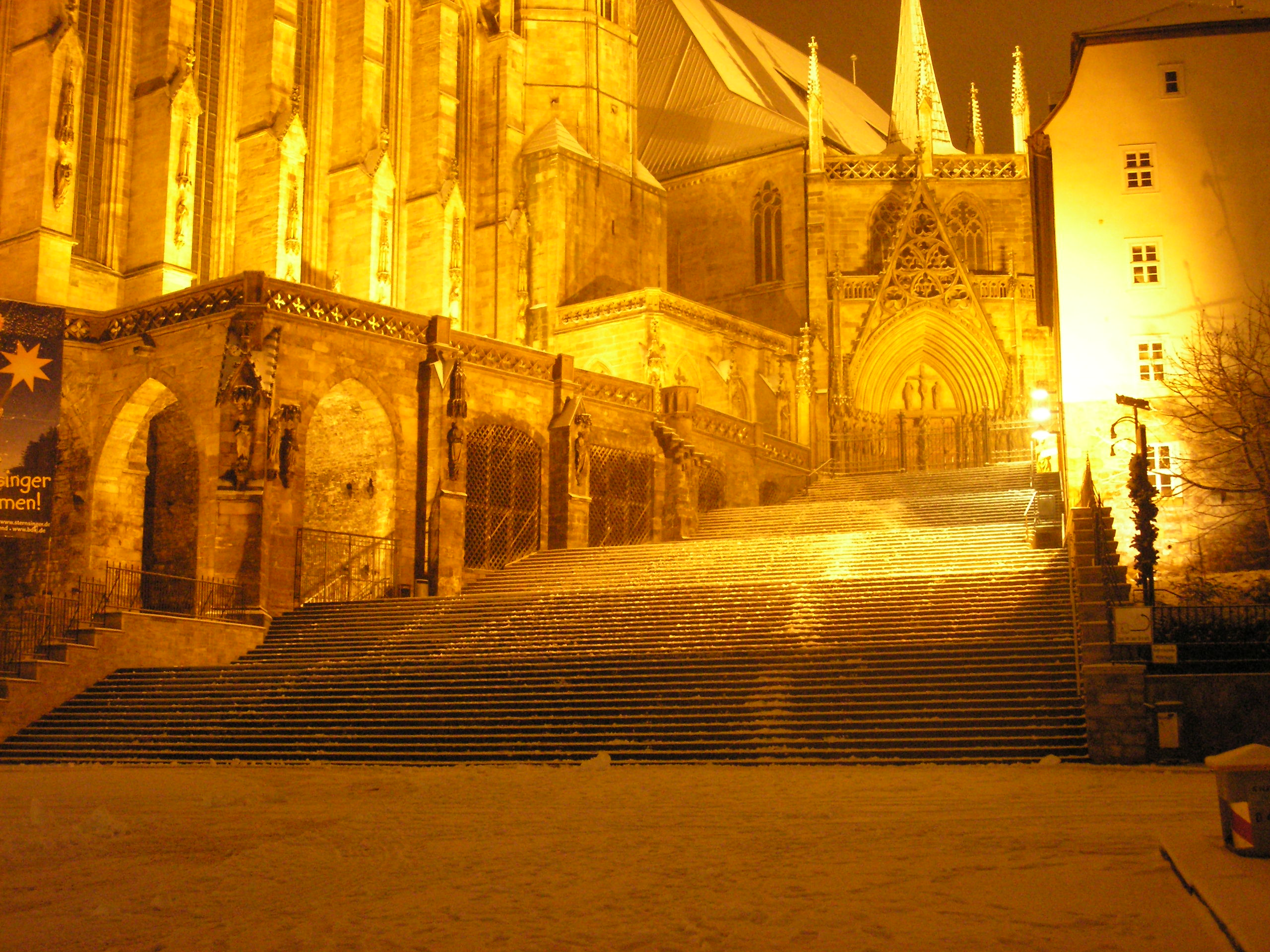
Die Domstufen in einer Winternacht (2009)